# Шато Тебо
Шато Тебо (фр. Château-Thébaud) насеље је и општина у западној Француској у региону Лоара, у департману Атлантска Лоара која припада префектури Нант.
По подацима из 2011. године у општини је живело 2894 становника, а густина насељености је износила 164,06 становника/km². Општина се простире на површини од 17,64 km². Налази се на средњој надморској висини од 60 метара (максималној 60 m, а минималној 2 m).

## Демографија
| 1962. | 1968. | 1975. | 1982. | 1990. | 1999. | 2011. |
| ----- | ----- | ----- | ----- | ----- | ----- | ----- |
| 1.293 | 1.377 | 1.573 | 2.144 | 2.357 | 2.484 | 2.894 |

График промене броја становника у току последњих година